# 가자미식해
가자미식해(문화어: 가재미식혜)는 가자미를 삭혀서 만든 식해로, 함경도 지역의 향토음식이다. 강원도와 경상도에서도 즐겨 먹는다. 동해안 지역의 노랑가자미로 만들며, 차게 보관해 반찬 또는 안주로 먹는다.
함경도에서는 메좁쌀을, 강원도에서는 쌀을 사용해 만든다. 함경도에서는 조밥, 소금, 고춧가루 외에도 엿기름을 섞어 가자미식해를 담그는데, 엿기름이 조밥의 녹말을 당화시켜 독특한 맛을 낸다.